# Dong Ha
Dong Ha (på vietnamesiska Đông Hà) är en stad i Vietnam och är huvudstad i provinsen Quang Tri. Folkmängden uppgick till 81 951 invånare vid folkräkningen 2009.